# Тимптонский район
Тимптонский район — упразднённая административно-территориальная единица в составе Якутской АССР, существовавшая в 1926—1963 годах. Административный центр неоднократно переносился (в 1926—1927 годах он располагался на станции Якут, в 1927—1941 — в посёлке Нагорный, в 1941—1963 — в посёлке Чульман).

## Население
По данным переписи 1939 года в Тимптонском районе проживало 7152 чел., в том числе русские — 81,2 %, эвенки — 9,7 %, якуты — 1,8 %, украинцы — 1,6 %, татары — 1,4 %, китайцы — 1,1 %. По данным переписи 1959 года в Тимптонском районе проживало 9482 чел.

## История
Тимптонский улус был образован 28 декабря 1926 года в составе Якутской АССР. Центром улуса была назначена станция Якут.
В декабре 1927 года центр улуса был перенесён в посёлок Нагорный.
5 мая 1930 года Тимптонский улус был преобразован в Тимптонский район.
8 апреля 1939 года Тимптонский район вошёл в состав Алданского округа Якутской АССР.
По данным 1940 года район включал 8 сельсоветов (Алгаминский, Беллетский, Дельметский, Золотинский, Кабактанский, Нагорнинский, Неричинский и Чульманский) и рабочий посёлок Кабактан.
25 сентября 1943 года центр района был перенесён в посёлок Чульман.
По данным 1945 года район включал 4 сельсовета (Алгаминский, Дельметский, Золотинский и Неричинский) и 3 рабочих посёлка (Кабактан, Нагорный и Чульман)
11 июля 1947 года в связи с упразднением Алданского округа Тимптонский район перешёл в прямое подчинение Якутской АССР.
1 февраля 1963 года Тимптонский район был упразднён, а его территория передана в Алданский район.